# Заонежская железная дорога
Заоне́жская желе́зная доро́га — ведомственная железная дорога, расположенная в Плесецком районе Архангельской области. По состоянию на 2009 год протяжённость главного хода Заонежской железной дороги (от станции Икса до станции Янгоры) составляет 101 километр. Железная дорога управляется цехом железнодорожного транспорта (ЦЖТ), находящимся в посёлке Североонежск. ЦЖТ является подразделением  ФБУ ОИУ ОУХД-2 УФСИН России по Архангельской области. Восточным участком Заонежской железной дороги была Мехреньгская железная дорога.
Железная дорога на всём протяжении однопутная, не электрифицирована. Частично действует.

## История
Первый участок будущей Заонежской железной дороги (от станции Пукса на магистральной линии Москва — Архангельск до станции Наволок) был введён в эксплуатацию в 1940 году, его протяжённость составляла 22 км. Тогда железная дорога не являлась ведомственной — она находилась в ведении НКПС СССР. Однако участки, расположенные западнее станции Наволок, в состав сети железных дорог общего пользования НКПС-МПС никогда не передавались.
В 1960-х годах был открыт участок Наволок — Чирцово, принадлежащий Североонежскому бокситовому руднику (СОБР), тогда же была построена станция Икса (теперь это главная станция Заонежской железной дороги). Объём перевозок существенно увеличился после начала строительства посёлка Североонежск и Североонежского бокситового рудника.
К концу 1970-х годов был открыт участок Икса — Скарлахта, в середине 1980-х годах — участок Скарлахта — Янгоры. В 1995 году участок Пукса — Наволок был передан из подчинения МПС в подчинение Североонежскому предприятию железнодорожного транспорта, в 2001 году был передан СОБР.

## Современное состояние
Заонежская железная дорога действует. На участке Пукса — Икса (27 км) имеется только грузовое движение, на участке Икса — Янгоры (101 км) — грузовое и пассажирское движение. Пассажирский поезд отправляется со станции Икса до станции Янгоры в 20:40 по вторникам, четвергам, пятницам и воскресеньям, со станции Янгоры до станции Икса в 02:00 по средам, пятницам, субботам и понедельник[обновить данные].
Имеются станции Наволок, Икса, Скарлахта, Янгоры, остановочные пункты, Посёлок Скарлахта, Озёрный. Основные грузы — лес, бокситовая руда, добываемая Североонежским бокситовым рудником (на участке Икса — Пукса),
Главное локомотивное депо находится на станции Икса в посёлке Североонежск. Наиболее распространены тепловозы ТЭМ2.
На каждой станции имеется табличка с названием станции, в которой упомянута Заонежская железная дорога.